# 矢持村
矢持村（やもちむら）は三重県名賀郡にあった村。現在の伊賀市の南東端にあたる。

## 地理
- 河川：川上川

## 歴史
- 1889年（明治22年）4月1日 - 町村制の施行により、腰山村・奥鹿野村・福川村・諸木村・霧生村の区域をもって伊賀郡矢持村が発足。
- 1896年（明治29年）4月1日 - 所属郡が名賀郡に変更。
- 1955年（昭和30年）3月1日 - 阿保町・上津村・種生村と合併して青山町が発足。同日矢持村廃止。